# Arblade-le-Bas
Arblade-le-Bas település Franciaországban, Gers megyében. Lakosainak száma 131 fő (2022. január 1.). Arblade-le-Bas Vergoignan, Barcelonne-du-Gers, Lelin-Lapujolle és Luppé-Violles községekkel határos.

## Népesség
A település népességének változása:
| Lakosok száma | 99   | 107  | 111  | 124  | 151  | 153  | 147  | 136  | 133  | 131  |
|               | 1968 | 1982 | 1990 | 2006 | 2013 | 2015 | 2017 | 2019 | 2020 | 2022 |